# Heinkel He 111Z
De Heinkel HE 111 "Zwilling" was een Duits vliegtuig dat werd gebruikt tijdens de Tweede Wereldoorlog.
Het vijfmotorige toestel werd bedacht om grote zweefvliegtuigen zoals de Messerschmitt Me 321 te trekken. Toen de zware zweefvliegtuigen werden geproduceerd, was er kracht nodig om deze in de lucht te kunnen trekken. De passagiersvliegtuigen van het type Junkers 52 waren niet sterk genoeg en bovendien te groot om meerdere toestellen te gebruiken. De Messerschmitt Bf 110 was een betere kandidaat, maar er waren nog altijd drie toestellen nodig om de Messerschmitt Me 321 te kunnen trekken. Dit zorgde voor grote kwetsbaarheid, aangezien de toestellen zich niet konden verdedigen. Toen kwam Heinkel met een project om twee Heinkel He 111-toestellen aan elkaar te bouwen en van een vijfde Jumo-motor te voorzien. Uiteindelijk kwam dit toestel in 1942 in productie; er werden twaalf toestellen geproduceerd. Het besturen was simpeler dan vaak gedacht werd. De piloot en copiloot zaten gescheiden van elkaar. De piloot zat in de linkerromp en de copiloot in de rechterromp; vijf andere bemanningsleden zaten aan de bewapening.